# 韓珩
韓珩（？—？），字子佩，代郡人，东汉末期袁军将领，任幽州別駕。少喪父母，奉養兄姊，宗族稱孝悌。焦触叛變反袁熙時因感袁氏恩惠，拒絕一同叛變。焦触軍中大感慚愧，放韓珩回家。後曹操聞道其忠義，屢次欲求為部下，韓珩都一一拒絕，在家中死去。